# Allamaye Halina
 Allamaye Halina (ur. 1 stycznia 1967 w Gounou Gaya) – czadyjski dyplomata i polityk, od 23 maja 2024 roku premier Czadu.

## Życiorys
W 1992 roku uzyskał tytuł licencjata w dziedzinie historii i geografii na Uniwersytecie Ndżameny. Następnie kontynuował naukę na studiach podyplomowych w Instytucie Stosunków Międzynarodowych Kamerunu i uzyskał tytuł magistra stosunków międzynarodowych.
W latach 2010–2023 Halina był szefem protokołu dyplomatycznego prezydenta Idrissa Déby'ego. W 2023 roku został mianowany ambasadorem Czadu w Chinach.